# Radio Capital (Perú)
Capital fue una cadena de radio peruana de noticias, miscelánea, entrevistas, deportes, entretenimiento y música variada. Su propietario fue el Grupo RPP.

## Historia
La emisora fue lanzada al aire el 13 de octubre de 2008 en la frecuencia 96.7 MHz FM de Lima remplazando a Radio Corazón (esta última volvió al aire en septiembre de 2012 en los 94.3 FM) como una radio de programas de noticias, entrevistas, deportes y llamadas de la audiencia que daban su opinión de acuerdo al tema que se debate en cada programa. Empezó con periodistas reconocidos como Claudia Cisneros, Rosa María Palacios, Magaly Medina, Anthony Choy, Phillip Butters, Mónica Delta, Juan Carlos Tafur, Catherine Lanceros, Enrique Montenegro, Nelly Tejada M. Carlos Carlin, Jesús Veliz, Renato Cisneros, Kike Narro y César Bedon. En julio de 2011, empezó a transmitir en AM en los 1470 kHz tras la desaparición de CPN Radio. En junio de 2012, la emisora amplió su cobertura de transmisión a ciudades del interior del Perú.
En 2014, Radio Capital lanzó su propio canal de televisión, Capital TV en el canal 3.1 de la TDT, con programación radial en vivo y algunos programas de producción original.
En 2017, varias de sus repetidoras a nivel nacional fueron reemplazadas por Radio Corazón, Radio La Zona, Radio Oxígeno y Radio Felicidad. El 9 de marzo del mismo año, Phillip Butters fue despedido del Grupo RPP por incumplir con las normas éticas de la corporación.
El 1 de marzo de 2019, la radio dejó de emitir su señal en los 1470 AM para cederla a la emisora española Radio Vaughan. Respecto a la FM, cedió la mayoría de sus frecuencias regionales a otras emisoras del Grupo RPP, con excepción de la estación afiliada en Ica, la cual continuó emitiéndose hasta noviembre de 2019 y fue reemplazada por Radio Oxígeno.
El 27 de julio de 2020, la emisora cesa sus transmisiones debido a la crisis de anunciantes por la pandemia del coronavirus y la baja audiencia que enfrentaba alrededor de 2019, siendo reemplazada por Radio La Mega, que vuelve al aire limeño tras 8 años de desaparecer. Durante las últimas horas estuvieron transmitiendo música continuada finalizando con la canción El Che y los Rolling Stones del grupo Los Rancheros, los presentadores de Capital tuvieron que ir a RPP y algunos a otras emisoras del Grupo RPP a seguir con sus programas con diferentes nombres. En diciembre de 2021, reactivaron el canal de YouTube de Capital. En junio de 2022, reactivaron el Facebook de Capital con noticias del espectáculo y deportes. En agosto se relanzó la página web de Capital,  como un portal de noticias del espectáculo, farándula, noticias locales, deportes, horóscopo, entre otros, cambiando el logo de Capital, de está está manera volviendo la marca como una página web de entretenimiento y noticias.

## Voces en off
- Henry Venegas (2019; agosto-octubre)
- Junior Vásquez (2019; junio-julio, noviembre-2020)
- Enrique Montenegro (Voz en off de presentación de programas) (2008-2019)
- David Plath (Voz principal) (2008-2019)

## Logos de la radio

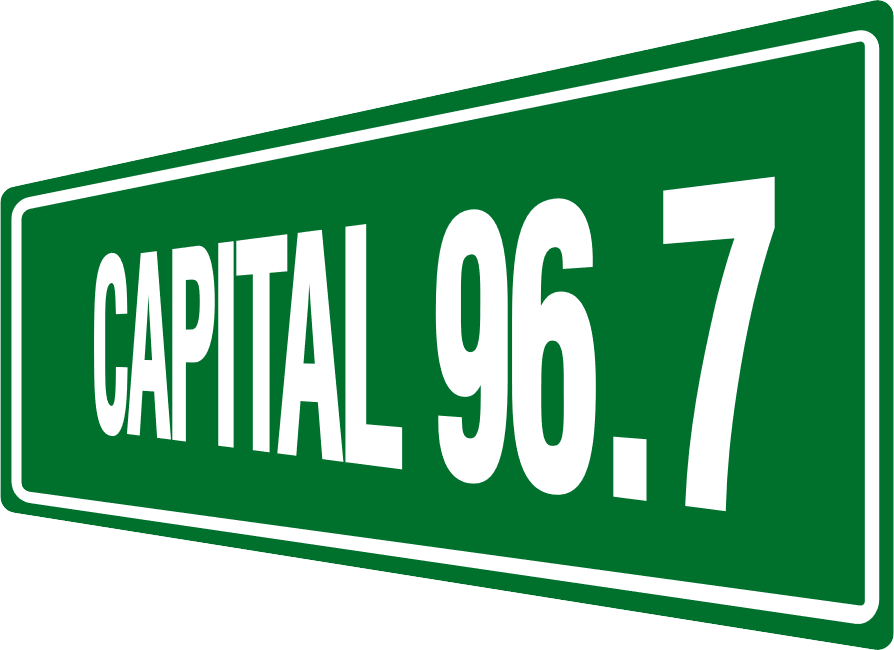
2008-2015
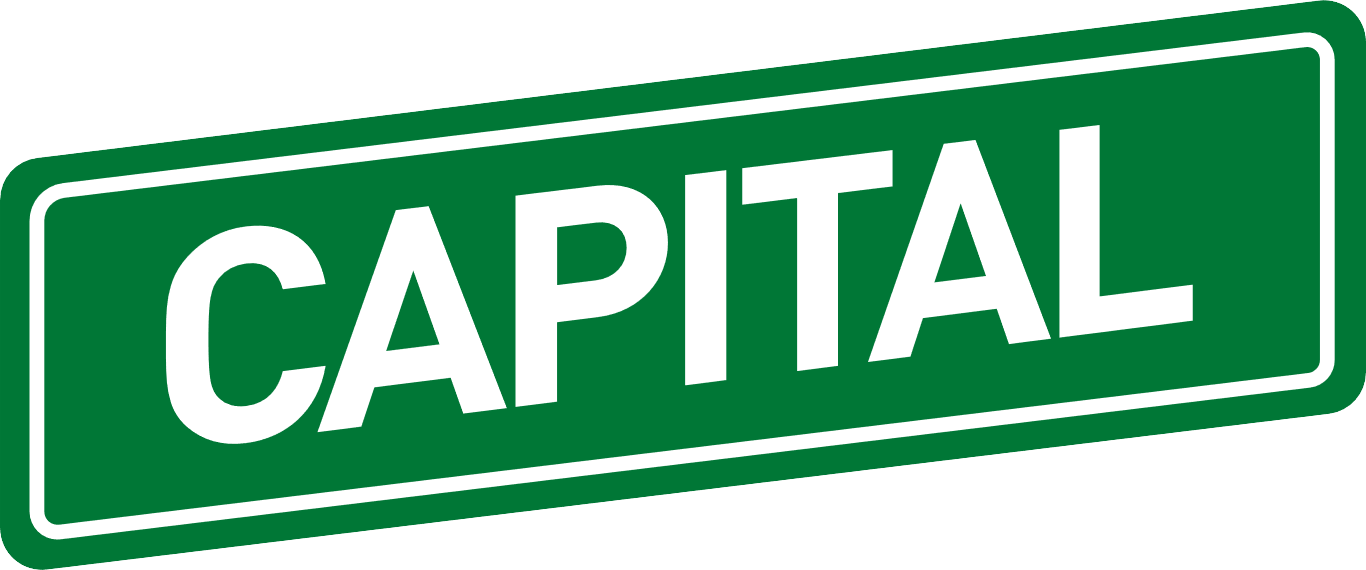
2015-2019
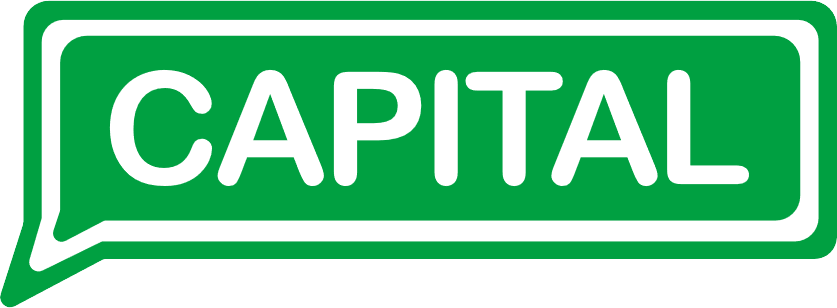
2019-2020

## Frecuencias anteriores
- Lima - 96.7 FM / 1470 AM (anteriormente Vaughan Radio, Radio Felicidad FM y Radio Oxígeno Classics en AM, actualmente Radio MegaMix en FM y AM)
- Andahuaylas - 102.7 FM (anteriormente Studio 92 y Radio Felicidad, actualmente Radio La Zona)
- Arequipa - 95.9 FM / 1140 AM (anteriormente Radio Felicidad AM y Radio Oxígeno Classics en AM, actualmente Radio La Zona en FM y Radio MegaMix en AM)
- Ayacucho - 98.3 FM (anteriormente Radio Felicidad, actualmente Radio MegaMix)
- Bambamarca - 93.3 FM (anteriormente Radio Oxígeno y RPP Noticias, actualmente Radio La Zona)
- Cajamarca - 101.3 FM (actualmente La Beta Radio)
- Cusco - 106.5 FM (actualmente Radio La Zona)
- Cerro de Pasco - 92.1 FM (anteriormente Studio 92, actualmente reemplazada por radio local)
- Chimbote - 89.1 FM (actualmente Radio Felicidad)
- Chiclayo - 98.3 FM (anteriormente Radio Corazón, actualmente Radio MegaMix)
- Chota - 100.9 FM (anteriormente Radio Felicidad, actualmente Radio La Zona)
- Huaraz - 96.1 FM (anteriormente Radio La Zona, actualmente reemplazada por radio local)
- Quillabamba - 89.1 FM (anteriormente Radio La Zona, actualmente RPP Noticias)
- Ica - 101.3 FM (actualmente Radio Oxígeno)
- Juliaca - 93.3 FM (anteriormente Studio 92 y Radio MegaMix, actualmente Radio Oxígeno)
- Iquitos - 105.9 FM (actualmente Radio Felicidad)
- Majes - 104.1 FM (anteriormente Radio La Zona, actualmente Radio MegaMix)
- Mollendo - 93.9 FM (anteriormente Radio Corazón y Radio Oxígeno, actualmente reemplazada por radio local)
- Moquegua - 88.3 FM (anteriormente Radio Corazón, actualmente Radio MegaMix)
- Piura - 104.9 FM (anteriormente Radio Corazón, actualmente Radio MegaMix)
- Pucallpa - 102.5 FM (actualmente Radio Felicidad)
- Sullana - 102.1 FM (actualmente Radio La Zona)
- Huancayo - 830 AM (anteriormente Radio Felicidad AM, actualmente Radio Felicidad FM)

## Eslóganes
- Tu opinión importa (2008-2019, 2020)
- La radio de Lima (2019-2020)